# Мелантерит

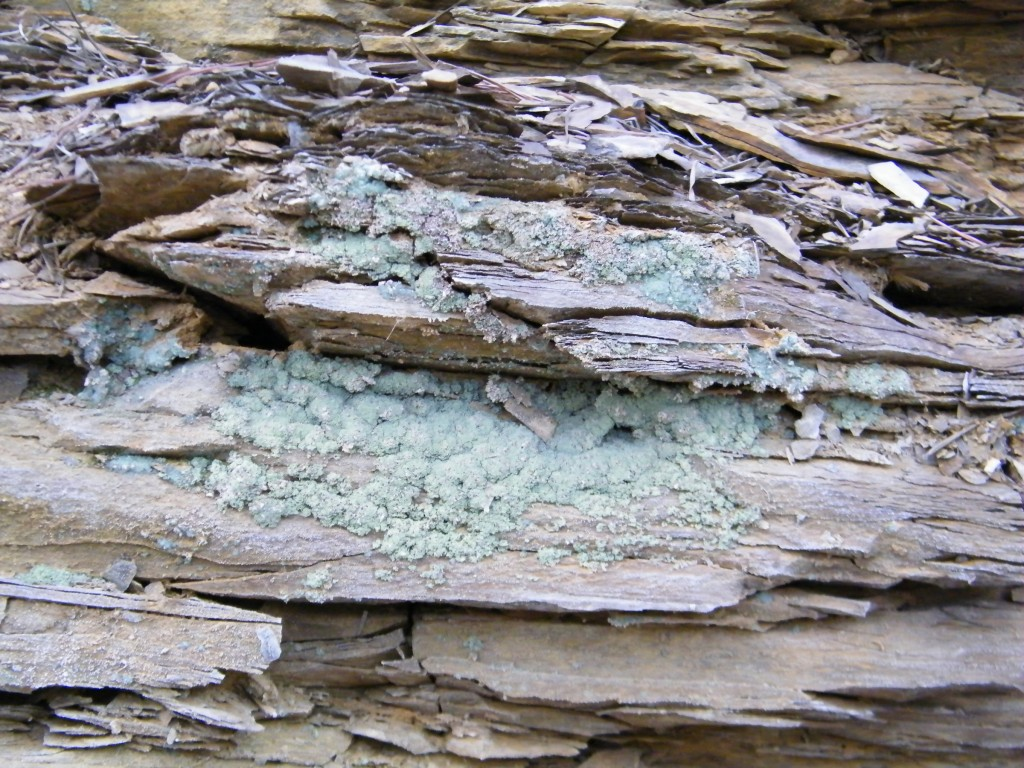
Мелантерит

Мелантери́т (застаріла назва купервас залі́зний; англ. melanterite; нім. Melanterit m) — вторинний мінерал класу сульфатів; семиводний сульфат заліза острівної будови.

## Загальний опис
Хімічна формула: Fe[SO4]•7Н2О.
Містить (%): FeO — 25,86; SO3 — 28,79; Н2О — 45,35.
Домішки: Cu.
Сингонія моноклінна.
Густина 1,9.
Твердість 2.
Колір світло-зелений чи сірувато-чорний.
Блиск скляний.
Риса безбарвна.
На смак солодкуватий, терпкий, металічний.
Дуже крихкий.
Вторинний мінерал, який утворюється при окисненні сульфідів заліза. Знаходиться у великих скупченнях в районах з сухим кліматом та вічної мерзлоти. Зустрічається у сталактитах, конкреціях, суцільних склоподібних масах, кірочках, волокнистих і волосистих агрегатах.
В Україні є на Донбасі, Прикарпатті, Закарпатті.
Використовують у хімічній промисловості.
Від грецьк. «мелантерос» — чорніший (Pedanius Dioscorides, 50).

## Різновиди
Розрізняють:
- мелантерит магніїстий (різновид мелантериту, що містить до 7,45 % MgO);
- мелантерит манґанистий (змішані кристали мелантериту і малардиту складу (Fe, Mn)[SO4]•7H2O);
- мелантерит мідний (мелантерит, який містить до 9 % CuO);
- мелантерит нікелистий (мелантерит, який містить Ni);
- мелантерит цинковистий (мелантерит з колчеданових родовищ мису Доброї Надії, який містить до 13 % ZnO);
- мелантерит цинковисто-мідний (те саме, що мелантерит цинковистий).